# Michael Bernays
Michael Bernays, född den 27 november 1834, död den 25 februari 1897 i Karlsruhe, var en tysk litteraturhistoriker. Han var bror till Jacob Bernays.
Bernays, som var professor vid Münchens universitet 1874–1890, gjorde sig framför allt känd som Goetheforskare. Bland hans arbeten kan främst nämnas Über Kritik und Geschichte des goetheschen Textes (1866) och inledningen till Hirzels samling "Der junge Goethe" (1875) samt hans upplaga av Goethes brev till F.A. Wolf (1868). 
Vidare skrev han Zur Entstehungsgeschichte des schlegelschen Shakespeare (1872) och reviderade den schlegel-tieckska Shakespeareöversättningen (1871–1872). Ur hans kvarlåtenskap trycktes Schriften zur Kritik und Literaturgeschichte (1895–1899).

## Utmärkelser
- Bayerska Sankt Mikaels förtjänstorden,  31 december 1879[3]
- Zähringer Löwenordens kommendörskors av andra klassen,  19 november 1892[3]

[Redigera Wikidata]